# Cephalotrigona
Genre
Cephalotrigona est un genre d'abeilles de la famille des Apidae.

## Répartition
Les espèces du genre Cephalotrigona se rencontrent en Amérique centrale et en Amérique du Sud.

## Liste des espèces
Selon GBIF (27 juillet 2023) :
- Cephalotrigona capitata (Smith, 1854)
- Cephalotrigona eburneiventer (Schwarz, 1948)
- Cephalotrigona femorata (Smith, 1854)
- Cephalotrigona oaxacana Ayala, 1999
- Cephalotrigona zexmeniae (Cockerell, 1912)

## Systématique
Le nom valide complet (avec auteur) de ce taxon est Cephalotrigona Schwarz (d), 1940.